# Paddy Hehir
Patrick O'Sullivan, conegut com a Paddy Hehir, (1889 - ?) fou un ciclista australià, professional des del 1907 fins al 1926. Va destacar en les curses de sis dies on va aconseguir set victòries.

## Palmarès
- 1907
  - 1r als Sis dies d'Atlantic City (amb Eddy Root)
- 1911
  - 1r als Sis dies de Sydney (amb Alfred Goullet)
- 1912
  - 1r als Sis dies de Melbourne (amb Alfred Goullet)
  - 1r als Sis dies de Toronto (amb Eddy Root)
- 1913
  - 1r als Sis dies de Buffalo (amb Peter Drobach)
  - 1r als Sis dies de Newark (amb Peter Drobach)
  - 1r als Sis dies d'Indianapolis (amb Peter Drobach)